# 동대문중학교
동대문중학교(東大門中學校)는 대한민국 서울특별시 동대문구 전농동에 있는 공립 중학교이다.

## 학교 연혁
- 1963년 1월 23일 : 동대문여자중학교 설립인가(18학급)
- 1963년 3월 18일 : 개교식
- 1963년 3월 21일 : 초대 교장 권청자 취임
- 1965년 12월 28일 : 동대문여자고등학교 설립인가(9학급)
- 1966년 3월 20일 : 제2대 교장 김장억 취임(중 고교 겸임)
- 2003년 3월 1일 : 동대문중학교로 교명 변경(남녀공학)
- 2004년 12월 10일 : 개축식
- 2022년 3월 1일 : 제19대 한덕주 교장 취임
- 2022년 12월 23일 : 제58회 졸업식(졸업생 수 총 31,344명)
- 2023년 3월 2일 : 입학식(남 97명, 여 95명 총 192명)

## 참고 자료
- 동대문중학교 - 한국교육학술정보원 학교알리미